# 加藤直三
加藤 直三（かとう なおみ、1950年7月 - ）は日本の工学者。大阪大学大学院工学研究科地球総合工学専攻教授。福井県出身、藤島高校卒、東大卒。
研究内容は水中ロボット工学、バイオメカニクスなど。海中システム研究会を主催している。

## 経歴
- 1974年 東京大学工学部船舶工学科卒業
- 1976年 東京大学大学院工学系研究科船舶工学専攻修士課程修了
- 1980年 東京大学大学院工学系研究科船舶工学博士課程修了、工学博士
- 1980年 東海大学助手
- 1981年 東海大学講師
- 1986年 東海大学助教授
- 1993年 東海大学教授
- 2003年 大阪大学大学院工学研究科教授

## 主な著書
- Bio-mechanisms of Swimming and Flying: Fluid Dynamics, Biomimetic Robots, and Sports Science』(Springer)